# Sonja Biserko
Sonja Biserko (serbe en écriture cyrillique : Соња Бисерко ; née le 14 février 1948, à Belgrade, en RFS de Yougoslavie) est une militante pour les droits humains serbe. Elle est la fondatrice et présidente du Comité Helsinki pour la protection des Droits humains en Serbie.
Le 8 mai 2013, elle est nommée membre de l'Enquête pour les droits de l'homme de l'Organisation des Nations unies sur la Corée du Nord, avec Michael Kirby et Marzuki Darusman. Le 18 février 2014, ils publient un rapport qui reçut une attention internationale.

## Biographie
Sonja Biserko détient un diplôme de la Faculté d'économie de l'université de Belgrade. Elle sert en tant que diplomate pour l'ex-Yougoslavie à Londres et à l'Organisation des Nations unies à Genève pendant plus de 20 ans jusqu'en 1991. Cette année-là, elle démissionne de sa position diplomatique en signe de protestation contre la politique de Slobodan Milošević liée à la montée du nationalisme dans le pays,. À Genève en 1991, elle organise l'une des premières réunions de l'opposition yougoslave à Milosevic. En 1994, elle fonde le Comité d'Helsinki pour la protection des Droits de l'Homme en Serbie (HCHRS) et en est l'actuelle présidente. Le HCHRS, membre du réseau Européen ds Comités pour les droits de l'homme d'Helsinki et qui faisait autrefois partie de la Fédération Internationale d'Helsinki pour les Droits de l'Homme aujourd'hui disparue, est une organisation professionnelle qui travaille à promouvoir l'état de droit et la protection des droits de l'homme en Serbie, travaillant contre le dogme nationaliste, documentant les crimes de guerre et agissant en tant que défenseur des victimes et des personnes privées de leurs droits.
Le travail de Biserko pour les droits humains inclut la documentation d'un sentiment nationaliste à la suite de la guerre du Kosovo, la persistance des menaces pour les minorités, les tentatives de falsifications ou de refus de l'histoire et des efforts pour saper la société multi-culturelle de l'ex-Yougoslavie. Par son soutien actif aux les minorités et aux communautés de réfugiés en Serbie et au Kosovo, elle cherche en particulier à promouvoir le dialogue entre les Serbes et les Albanais du Kosovo.
En tant que voix dissidente critiquant le programme nationaliste de son pays, elle est une figure controversée. En avril 1997, elle parle à la Conférence sur le Génocide, les Crimes contre l'Humanité et la Guerre, parrainée par le Centre pour les droits humains de l'Université de Californie à Berkeley, sur le rôle des médias serbes dans la préparation du génocide en ex-Yougoslavie dans un discours appelé « Reporting from the Killing Fiels ».
Dans son discours d'acception du Prix des Droits Humains de la Ville de Weimer en 2009, elle affirme sa conviction que le passé récent de la Serbie et les traumatismes associés ne peuvent être transcendés que par la connaissance et la compréhension de ce passé. Le travail de son Comité d'Helsinki est de chercher à d'amener à la lumière sur les répressions et les falsifications du passé. Pour elle, le changement ne peut être atteint en Serbie et dans la région seulement si la vérité est mise sur la table.
Elle fait valoir que la persistance des aspirations nationalistes a entretenu un climat hostile envers toutes les valeurs non-nationalistes, y compris les droits de l'homme, et souligne la nécessité d'un changement stratégique, appelant à la création d'une « morale minimale » dans la société et dans la politique en tant que base de l'état serbe, ouvrant la voie à la consolidation de la démocratie et de la coopération régionale. Cette « morale minimale » implique une sincère coopération avec le Tribunal pénal international pour l'ex-Yougoslavie à La Haye et la reconnaissance du travail du Tribunal comme une référence morale.
Biserko et le personnel du HCHRS subissent des menaces et des intimidations. Des cambriolages à son domicile en 2005 et en 2006 seraient liés à des fonctionnaires du gouvernement qui ont lancé une campagne de harcèlement et d'intimidation dirigée contre les directrices d'un certain nombre d'ONG pour les droits de l'homme en Serbie. En 2008, un grand groupe de manifestants, comprenant des membres du Mouvement 1389 et de Protest, se sont rassemblés devant le bureau du HCHRS en criant des menaces, de nombreuses visant spécifiquement Sonja Biserko, laissant un grand carton avec une croix gammée à l’extérieur du bâtiment.
Le HCHRS reçoit de nombreuses lettres de menace, certaines contenant des menaces de mort explicites contre Sonja Biserko, qui ne bénéficie d'aucune protection de la police. Un article de journal est publié, l'appelant « traîtresse à l'homogénéité des Serbes d'origine » (ou plus généralement « l'ennemie des Serbes ») divulguant son adresse et des informations sur sa famille. Les renseignements personnels au sujet de sa famille sont aussi publié sur le site web du journal. Les attaques et les intimidations de ces médias sont soupçonnées d'être liées à la publication du rapport annuel du HCHRS en 2007, qui porte sur les crimes contre l'humanité de l'administration serbe dans la région des Balkans dans les années 1990.
Sonja Biserko est l'auteur de Srbija na Orijentu (Serbie à l'Est) et Yugoslavia's Implosion: The Fatal Attraction of Serbian Nationalism. Parmi ses quelque 140 autres publications, elle écrit à propos du génocide de Srebrenica, la chute de Vukovar, les guerres en ex-Yougoslavie et les crimes de guerre ainsi que les comptes-rendus du procès de Slobodan Milosevic et de Vojislav Seselj. Ses travaux documentent le rôle des institutions Serbes, y compris l'Église orthodoxe serbe et l'Académie serbe des sciences et des arts en encourageant les extrémismes serbes et ont servi au Tribunal pénal international pour l'ex-Yougoslavie.
Sonja Biserko est l'une des fondatrices du mouvement Européen en Yougoslavie, le Centre pour la lutte Anti-Guerre au Forum pour les relations internationales de Belgrade. Elle est nommée senior fellow de l'United States Institute of Peace.
Le frère de Sonja Biserko est un membre de la garde nationale croate pendant les combats contre les Serbes à Krajina. Sa mort la dévaste et elle est connue en Serbie comme une farouche opposante au nationalisme serbe.

## Récompenses
- 1994 : Prix des Droits Humains du Comité des Avocats pour les Droits de l'Homme à New York[2]
- 2005 : nommée pour le Prix Nobel de la Paix[2]
- 2009 : Prix des Droits Humains de la Ville de Weimar (Allemagne) avec Jestina Mukoko[1]
- 2010 : Prix des Droits Humains de l'Université d'Oslo[13]